# Aeroporto Internazionale di Orlando Sanford
L'Aeroporto Internazionale di Orlando Sanford (IATA: SFB, ICAO: KSFB) è il secondo aeroporto di Orlando dopo quello Internazionale di Orlando ed è situato presso la città di Sanford. L'aeroporto, situato a 17 m s.l.m., è utilizzato per voli domestici e voli da e per il Canada e dispone di quattro piste in asfalto: la 9C/27C lunga 1.091 metri, la 9L/27R lunga 3.353 metri, la 9R/27L lunga 1.780 metri e la 18/36 lunga 1.829 metri e realizzata anche con il calcestruzzo.